# Tour of the Alps 2022
Il Tour of the Alps 2022, quarantacinquesima edizione della corsa, valido come ventesima prova dell'UCI ProSeries 2022 categoria 2.Pro e come settima prova della Ciclismo Cup 2022, si è svolto in cinque tappe dal 18 al 22 aprile 2022 su un percorso di 726,5 km, con partenza da Cles, in Italia, e arrivo a Lienz, in Austria. La vittoria fu appannaggio del francese Romain Bardet, che completò il percorso in 18h59'29", alla media di 38,254 km/h, precedendo l'australiano Michael Storer e l'olandese Thymen Arensman.
Sul traguardo di Lienz 64 ciclisti, su 118 partiti da Cles, portarono a termine la competizione.

## Tappe
| Tappa  | Data      | Percorso                                 | km    | Vincitore di tappa | Leader cl. generale |
| ------ | --------- | ---------------------------------------- | ----- | ------------------ | ------------------- |
| 1ª     | 18 aprile | Cles > Primiero San Martino di Castrozza | 160,9 | Geoffrey Bouchard  | Geoffrey Bouchard   |
| 2ª     | 19 aprile | Primiero San Martino di Castrozza > Lana | 154,1 | Pello Bilbao       | Pello Bilbao        |
| 3ª     | 20 aprile | Lana > Villabassa                        | 154,6 | Lennard Kämna      | Pello Bilbao        |
| 4ª     | 21 aprile | Villabassa > Kals am Großglockner (AUT)  | 142,4 | Miguel Ángel López | Pello Bilbao        |
| 5ª     | 22 aprile | Lienz (AUT) > Lienz (AUT)                | 114,5 | Thibaut Pinot      | Romain Bardet       |
| Totale | Totale    | Totale                                   | 726,5 |                    |                     |

## Squadre e corridori partecipanti
| N.    | Cod. | Squadra               |
| ----- | ---- | --------------------- |
| 1-7   | TBV  | Bahrain Victorious    |
| 11-17 | AST  | Astana Qazaqstan Team |
| 21-26 | IGD  | Ineos Grenadiers      |
| 31-37 | ACT  | AG2R Citroën Team     |
| 41-47 | BOH  | Bora-Hansgrohe        |
| 51-57 | EFE  | EF Education-EasyPost |
| 61-67 | GFC  | Groupama-FDJ          |
| 71-77 | IPT  | Israel-Premier Tech   |
| 81-87 | MOV  | Movistar Team         |

| N.      | Cod. | Squadra                         |
| ------- | ---- | ------------------------------- |
| 91-97   | DSM  | Team DSM                        |
| 101-107 | BCF  | Bardiani-CSF-Faizanè            |
| 111-117 | CJR  | Caja Rural-Seguros RGA          |
| 121-127 | DRA  | Drone Hopper-Androni Giocattoli |
| 131-137 | EOK  | Eolo-Kometa Cycling Team        |
| 141-147 | EKP  | Equipo Kern Pharma              |
| 151-157 | EUS  | Euskaltel-Euskadi               |
| 161-167 | UXT  | Uno-X Pro Cycling Team          |
| 171-177 | TIR  | Tirol KTM Cycling Team          |

## Dettagli delle tappe

### 1ª tappa
- 18 aprile: Cles > Primiero San Martino di Castrozza – 159 km

Risultati
| Pos. | Corridore         | Squadra | Tempo    |
| ---- | ----------------- | ------- | -------- |
| 1    | Geoffrey Bouchard | AG2R    | 4h12'22" |
| 2    | Pello Bilbao      | Bahrain | a 5"     |
| 3    | Romain Bardet     | DSM     | s.t.     |

| Pos. | Corridore         | Squadra | Tempo    |
| ---- | ----------------- | ------- | -------- |
| 1    | Geoffrey Bouchard | AG2R    | 4h12'12" |
| 2    | Pello Bilbao      | Bahrain | a 9"     |
| 3    | Romain Bardet     | DSM     | a 11"    |

### 2ª tappa
- 19 aprile: Primiero San Martino di Castrozza > Lana – 154,1 km

Risultati
| Pos. | Corridore     | Squadra  | Tempo    |
| ---- | ------------- | -------- | -------- |
| 1    | Pello Bilbao  | Bahrain  | 3h56'04" |
| 2    | Romain Bardet | DSM      | s.t.     |
| 3    | Attila Valter | Groupama | s.t.     |

| Pos. | Corridore     | Squadra  | Tempo    |
| ---- | ------------- | -------- | -------- |
| 1    | Pello Bilbao  | Bahrain  | 8h08'15" |
| 2    | Romain Bardet | DSM      | a 6"     |
| 3    | Attila Valter | Groupama | a 12"    |

### 3ª tappa
- 20 aprile: Lana > Villabassa – 154,6 km

Risultati
| Pos. | Corridore       | Squadra    | Tempo    |
| ---- | --------------- | ---------- | -------- |
| 1    | Lennard Kämna   | Bora       | 4h02'56" |
| 2    | Andrey Amador   | Ineos      | a 3"     |
| 3    | Jonathan Lastra | Caja Rural | a 4"     |

| Pos. | Corridore     | Squadra  | Tempo     |
| ---- | ------------- | -------- | --------- |
| 1    | Pello Bilbao  | Bahrain  | 12h12'08" |
| 2    | Romain Bardet | DSM      | a 6"      |
| 3    | Attila Valter | Groupama | a 12"     |

### 4ª tappa
- 21 aprile: Villabassa > Kals am Großglockner (AUT) – 142,4 km

Risultati
| Pos. | Corridore          | Squadra  | Tempo    |
| ---- | ------------------ | -------- | -------- |
| 1    | Miguel Ángel López | Astana   | 3h29'04" |
| 2    | Thibaut Pinot      | Groupama | a 7"     |
| 3    | Romain Bardet      | DSM      | a 15"    |

| Pos. | Corridore     | Squadra  | Tempo     |
| ---- | ------------- | -------- | --------- |
| 1    | Pello Bilbao  | Bahrain  | 15h41'17" |
| 2    | Romain Bardet | DSM      | a 2"      |
| 3    | Attila Valter | Groupama | a 12"     |

### 5ª tappa
- 21 aprile: Lienz (AUT) > Lienz (AUT) – 114,5 km

Risultati
| Pos. | Corridore        | Squadra  | Tempo    |
| ---- | ---------------- | -------- | -------- |
| 1    | Thibaut Pinot    | Groupama | 3h09'24" |
| 2    | David de la Cruz | Astana   | a 7"     |
| 3    | Lennard Kämna    | Bora     | a 1'46"  |

| Pos. | Corridore       | Squadra  | Tempo     |
| ---- | --------------- | -------- | --------- |
| 1    | Romain Bardet   | DSM      | 18h59'29" |
| 2    | Michael Storer  | Groupama | a 14"     |
| 3    | Thymen Arensman | DSM      | a 16"     |

## Evoluzione delle classifiche
| Tappa              | Vincitore          | Classifica generale Maglia verde | Classifica scalatori Maglia azzurra | Classifica sprint intermedi Maglia rossa | Classifica giovani Maglia bianca | Classifica a squadre |
| ------------------ | ------------------ | -------------------------------- | ----------------------------------- | ---------------------------------------- | -------------------------------- | -------------------- |
| 1ª                 | Geoffrey Bouchard  | Geoffrey Bouchard                | Geoffrey Bouchard                   | Emanuel Zangerle                         | Natnael Tesfatsion               | AG2R Citroën Team    |
| 2ª                 | Pello Bilbao       | Pello Bilbao                     | Pavel Sivakov                       | Miguel Ángel López                       | Santiago Buitrago                | Ineos Grenadiers     |
| 3ª                 | Lennard Kämna      | Pello Bilbao                     | Pavel Sivakov                       | Miguel Ángel López                       | Thymen Arensman                  | Ineos Grenadiers     |
| 4ª                 | Miguel Ángel López | Pello Bilbao                     | Geoffrey Bouchard                   | Miguel Ángel López                       | Thymen Arensman                  | Ineos Grenadiers     |
| 5ª                 | Thibaut Pinot      | Romain Bardet                    | Torstein Træen                      | Thibaut Pinot                            | Thymen Arensman                  | Groupama-FDJ         |
| Classifiche finali | Classifiche finali | Romain Bardet                    | Torstein Træen                      | Thibaut Pinot                            | Thymen Arensman                  | Groupama-FDJ         |

Maglie indossate da altri ciclisti in caso di due o più maglie vinte
- Nella 2ª tappa Ben Zwiehoff ha indossato la maglia azzurra al posto di Geoffrey Bouchard.

## Classifiche finali

### Classifica generale - Maglia verde
| Pos. | Corridore         | Squadra  | Tempo     |
| ---- | ----------------- | -------- | --------- |
| 1    | Romain Bardet     | DSM      | 18h59'29" |
| 2    | Michael Storer    | Groupama | a 14"     |
| 3    | Thymen Arensman   | DSM      | a 16"     |
| 4    | Pello Bilbao      | Bahrain  | a 37"     |
| 5    | Attila Valter     | Groupama | a 49"     |
| 6    | Felix Gall        | AG2R     | a 53"     |
| 7    | Richie Porte      | Ineos    | a 1'00"   |
| 8    | Santiago Buitrago | Bahrain  | a 1'57"   |
| 9    | Hugh Carthy       | EF       | a 2'08"   |
| 10   | Pavel Sivakov     | Ineos    | a 2'13"   |

### Classifica scalatori - Maglia azzurra
| Pos. | Corridore         | Squadra  | Punti |
| ---- | ----------------- | -------- | ----- |
| 1    | Torstein Træen    | Uno-X    | 20    |
| 2    | David de la Cruz  | Astana   | 16    |
| 3    | Geoffrey Bouchard | AG2R     | 15    |
| 4    | Pavel Sivakov     | Ineos    | 12    |
| 5    | Thibaut Pinot     | Groupama | 10    |

### Classifica sprint intermedi - Maglia rossa
| Pos. | Corridore          | Squadra  | Punti |
| ---- | ------------------ | -------- | ----- |
| 1    | Thibaut Pinot      | Groupama | 10    |
| 2    | Miguel Ángel López | Astana   | 6     |
| 3    | David de la Cruz   | Astana   | 6     |
| 4    | Anton Palzer       | Bora     | 6     |
| 5    | Chris Hamilton     | DSM      | 4     |

### Classifica giovani - Maglia bianca
| Pos. | Corridore         | Squadra  | Tempo     |
| ---- | ----------------- | -------- | --------- |
| 1    | Thymen Arensman   | DSM      | 18h59'45" |
| 2    | Santiago Buitrago | Bahrain  | a 1'41"   |
| 3    | Lenny Martinez    | Groupama | a 2'58"   |
| 4    | Sean Quinn        | EF       | a 3'00"   |
| 5    | Cian Uijtdebroeks | Bora     | s.t.      |

### Classifica a squadre
| Pos. | Squadra               | Tempo     |
| ---- | --------------------- | --------- |
| 1    | Groupama-FDJ          | 56h51'08" |
| 2    | Ineos Grenadiers      | a 10'04"  |
| 3    | Bahrain Victorious    | a 12'05"  |
| 4    | EF Education-EasyPost | a 17'50"  |
| 5    | Team DSM              | a 19'04"  |